# Erythropitta splendida
Erythropitta splendida ("tabarjuveltrast") är en fågel i familjen juveltrastar inom ordningen tättingar. Den betraktas oftast som underart till bismarckjuveltrast (Erythropitta novaehibernicae), men har getts artstatus av Birdlife International och IUCN. Tidigare fördes hela komplexet till arten Erythropitta erythrogaster. 
Fågeln förekommer enbart på ön Tabar öster om Niu Ailan i Bismarckarkipelagen. Den placeras i hotkategorin sårbar.